# Blacus fuscipes
Blacus fuscipes är en stekelart som beskrevs av Goureau 1861. Blacus fuscipes ingår i släktet Blacus och familjen bracksteklar. Inga underarter finns listade.